# Jardins Calder (Calder Gardens)
Els Jardins Calder (Calder Gardens) és un enclau expositiu de propera inauguració dedicat a l'obra de l'artista Alexander Calder. S'assentarà en 0,73 hectàrees de terreny al Benjamin Franklin Parkway a Filadèlfia, i inclourà espais interiors i exteriors que presenten el treball de Calder.
El projecte dels Jardins Calder ha estat fet per l'estudi d'arquitectura suís Herzog & de Meuron, en col·laboració amb el paisatgista holandès Piet Oudolf. El finançament per al projecte de 70 milions de dòlars va ser proporcionat per la ciutat de Filadèlfia, la Commonwealth de Pennsilvània i donants privats.
Està previst que s'obri el 2025.